# Gluringen
Gluringen är en ort i kommunen Goms i kantonen Valais, Schweiz. Orten var före den 1 oktober 2004 en egen kommun, men slogs då samman med kommunen Reckingen till kommunen Reckingen-Gluringen som i sin tur blev en del av kommunen Goms den 1 januari 2017.